# Petra Lammert
Petra Lammert (ur. 3 marca 1984 w Freudenstadt) – niemiecka kulomiotka i bobsleistka.
Brązowa medalistka mistrzostw Europy w Göteborgu (2006). Na mistrzostwach świata w Osace w 2007 roku zajęła 5. miejsce. Złota medalistka halowych mistrzostw Europy (Turyn 2009). Z powodu kontuzji nie wzięła udziału w igrzyskach olimpijskich w Pekinie (2008).
W 2010 ogłosiła zakończenie kariery lekkoatletycznej. Kontynuuje karierę sportową jako bobsleistka. W 2012 została w parze z Sandrą Kiriasis, wicemistrzynią świata w bobslejowych dwójkach.

## Osiągnięcia
| Rok  | Impreza                                 | Miejsce   | Pozycja    | Wynik |
| ---- | --------------------------------------- | --------- | ---------- | ----- |
| 2003 | Mistrzostwa Europy juniorów             | Tampere   | 3. miejsce | 16,16 |
| 2005 | Halowe mistrzostwa Europy               | Madryt    | 4. miejsce | 18,69 |
| 2005 | Młodzieżowe mistrzostwa Europy          | Erfurt    | 1. miejsce | 18,53 |
| 2002 | Superliga pucharu Europy                | Annecy    | 4. miejsce | 19,85 |
| 2006 | Halowe mistrzostwa świata               | Moskwa    | 4. miejsce | 19,21 |
| 2006 | Superliga pucharu Europy                | Malaga    | 1. miejsce | 19,36 |
| 2006 | Mistrzostwa Europy                      | Göteborg  | 3. miejsce | 19,17 |
| 2006 | DécaNation                              | Paryż     | 1. miejsce | 18,59 |
| 2007 | Zimowy pucharu Europy w rzutach         | Jałta     | 1. miejsce | 18,67 |
| 2007 | Superliga pucharu Europy                | Monachium | 2. miejsce | 19,47 |
| 2007 | Mistrzostwa świata                      | Osaka     | 5. miejsce | 19,33 |
| 2009 | Halowe mistrzostwa Europy               | Turyn     | 1. miejsce | 19,66 |
| 2010 | Superliga drużynowych mistrzostw Europy | Bergen    | 2. miejsce | 18,31 |
| 2010 | Mistrzostwa Europy                      | Barcelona | 6. miejsce | 18,94 |

Trzykrotna mistrzyni Niemiec (2006, 2007 – stadion oraz 2006 – hala).

## Rekordy życiowe
- Pchnięcie kulą – 20,04 (2007)
- Pchnięcie kulą (hala) – 19,66 (2009)